# 左邑县
左邑县，秦朝在晋国都城曲沃分置出的一个古县，公元前111年，南越国被西汉的大军所灭，当前方的捷报传给汉武帝时，当时他正身处左邑县的桐乡，于是汉武帝将左邑县一分为二，在桐乡设立了闻喜县。东汉时左邑县并入闻喜县，保留了闻喜县的县名，但县治却设在了左邑县的旧县治，从此左邑县成为历史上的地名。